# Proces dowódców na Bałkanach
Proces dowódców na Bałkanach (oficj. USA vs. Wilhelm List i inni, nieoficj. proces o mord zakładników) – siódmy z 12 procesów norymberskich przeprowadzonych przed amerykańskimi Trybunałami Wojskowymi po zakończeniu głównego procesu hitlerowskich zbrodniarzy wojennych przed Międzynarodowym Trybunałem Wojskowym w Norymberdze. Na ławie oskarżonych znaleźli się wysokiej rangi dowódcy Wehrmachtu, którzy dopuścili się zbrodni w okupowanych przez III Rzeszę krajach bałkańskich (Jugosławia, Albania i Grecja) oraz w Norwegii. Proces trwał od 8 lipca 1947 do 19 lutego 1948.

## Oskarżeni
Ława oskarżonych miała liczyć 12 osób, lecz gen. Franz Böhme popełnił samobójstwo 30 maja 1947 (czyli jeszcze przed rozpoczęciem procesu), a feldmarszałek Maximilian von Weichs został wycofany z procesu z powodu choroby. Wśród 10 oskarżonych znaleźli się m.in. feldmarszałek Wilhelm List i gen. Walter Kuntze (kolejni głównodowodzący wojsk niemieckich na Bałkanach), gen. Wilhelm Speidel (szef administracji wojskowej w Grecji 1942–1944) czy gen. Lothar Rendulic (dowódca 2 Armii Pancernej w Jugosławii). Pozostali oskarżeni pełnili również funkcję dowódców poszczególnych armii lub szefów sztabów na tzw. „obszarze południowo-wschodnim”.

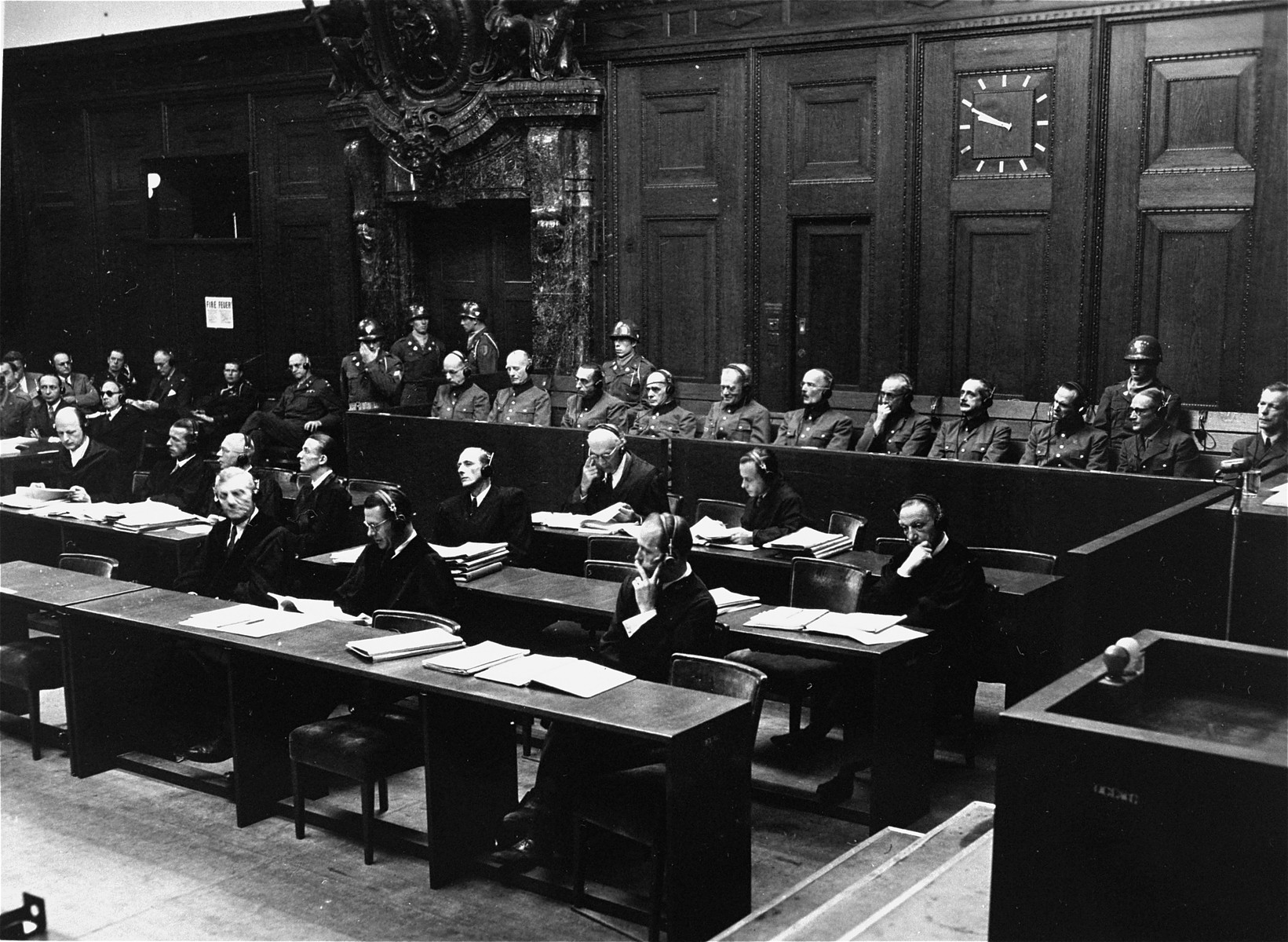
Oskarżeni podczas procesu

## Zarzuty
Sędzią przewodniczącym był Charles F. Wennerstrum, sędzia Sądu Najwyższego w stanie Iowa.
Akt oskarżenia z 13 maja 1947 zawierał następujące zarzuty oskarżenia:
1. Zbrodnia wojenna i zbrodnia przeciwko ludzkości: Masowe morderstwo
2. Zbrodnia wojenna i zbrodnia przeciwko ludzkości: plądrowanie i rabunek
3. Zbrodnia wojenna i zbrodnia przeciwko ludzkości: egzekucje sprzeczne z prawem międzynarodowym
4. Zbrodnia wojenna i zbrodnia przeciwko ludzkości: praca przymusowa i deportacja celem pracy niewolniczej

Zarzuty ogólnie sprowadzały się do popełnienia przez oskarżonych zbrodni w postaci brania zakładników spośród ludności cywilnej i rozstrzeliwania jej oraz dokonania zbrodni na partyzantach w państwach bałkańskich w latach 1941–1945, a także plądrowania i niszczenia miast i wsi na tym obszarze (oraz w Norwegii). W szczególności zbrodnie przeciw ludności cywilnej, oprócz masowych morderstw, obejmowały jej torturowanie, deportowanie i kierowanie do niemieckich obozów koncentracyjnych. Trybunał Amerykański musiał rozstrzygnąć dwie decydujące dla winy oskarżonych kwestie: czy partyzantów na Bałkanach można uznać za stronę walczącą na mocy przepisów prawa międzynarodowego oraz czy branie zakładników i ich rozstrzeliwanie jako forma walki z partyzantką było zgodne z prawem? Trybunał stwierdził, iż partyzanci na Bałkanach nie mogli być traktowani jako żołnierze przeciwnej strony walczącej, gdyż nie spełniali warunków określonych w IV Konwencji Haskiej z 1907 (stąd według Trybunału można ich było po schwytaniu rozstrzeliwać) i uniewinnił oskarżonych z tego zarzutu. Natomiast co do drugiej kwestii to Trybunał stwierdził, że pod pewnymi warunkami branie zakładników (a nawet ich rozstrzeliwanie), w celu walki z partyzantką jest dopuszczalne (zarówno w brytyjskim, jak i w amerykańskim prawie wojennym również przewidziane były różne formy represji wobec ludności cywilnej w takiej sytuacji). Jednak Trybunał uznał, iż postępowanie wojsk niemieckich nie spełniało tych warunków, gdyż postępowanie dowodowe wykazało dopuszczenie się przezeń rozlicznych zbrodni (m.in. dokonanie masakry cywilów w mieście Kragujevac w Jugosławii), przekraczających konieczną w danej sytuacji miarę. Obrona w toku postępowania powoływała się na konieczność wykonywania przez oskarżonych rozkazów (wydawanych zwłaszcza przez Adolfa Hitlera i feldmarszałka Wilhelma Keitla), jednak Trybunał uznał ją za uzasadnioną tylko co do niektórych niemieckich dowódców niższej rangi, stwierdzając, iż brak sprzeciwu wobec zbrodniczych rozkazów jest wręcz okolicznością obciążającą najwyższych dowódców (takich jak List czy Kuntze). Powinni oni, uzasadniał Trybunał, wykorzystać swą pozycję i nie dopuścić do ich wykonywania.

## Wyrok

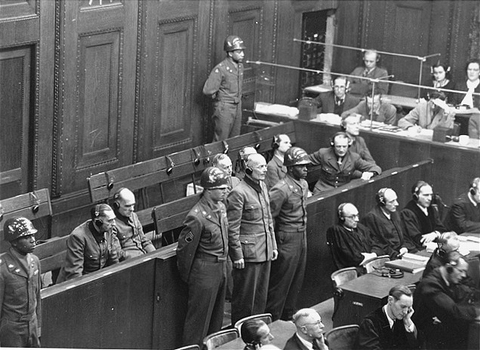
Lothar Rendulic w chwili ogłaszania wyroku

Z 10 oskarżonych ośmiu zostało skazanych na kary pozbawienia wolności od dożywocia do 7 lat, a dwóch uniewinnionych.
Sentencja wyroku w tzw. procesie dowódców na Bałkanach:
1. Wilhelm List – dożywocie (zwolniony w 1952)
2. Walter Kuntze(inne języki) – dożywocie
3. Lothar Rendulic – 20 lat pozbawienia wolności (kara zamieniona na 10 lat pozbawienia wolności w 1951)
4. Wilhelm Speidel – 20 lat pozbawienia wolności (zwolniony w 1951)
5. Helmuth Felmy(inne języki) – 15 lat pozbawienia wolności (kara zamieniona na 10 lat pozbawienia wolności w 1951)
6. Hubert Lanz(inne języki) – 12 lat pozbawienia wolności (zwolniony w 1951)
7. Ernst von Leyser(inne języki) – 10 lat pozbawienia wolności (zwolniony w 1951)
8. Ernst Dehner(inne języki) – 7 lat pozbawienia wolności (zwolniony w 1951)
9. Kurt von Geitner(inne języki) – uniewinniony
10. Hermann Förtsch(inne języki) – uniewinniony
11. Maximilian von Weichs – wycofany z procesu z powodu choroby
12. Franz Böhme – popełnił samobójstwo 30 maja 1947

## Ułaskawienia
Presja opinii publicznej przyczyniła się do decyzji o ułaskawieniu podjętych przez amerykańskiego Wysokiego Komisarza Johna Jay McCloya, w czasie gdy w okresie zimnej wojny w interesie USA leżało wystawienie zachodnioeuropejskich sił zbrojnych. Dehner, Felmy, Lanz, Leyser, Rendulic i Wilhelm Speidel zostali zwolnieni z więzienia w Landsbergu w 1952, List w 1952 (z powodu kłopotów zdrowotnych), zaś jako ostatni Kuntze w 1953 r.